# Seznam rakouských velvyslanců v Česku

Státní znak Rakouska

Toto je úplný seznam diplomatických zástupců Rakouska v Praze. Zahrnuje všechny vyslance a velvyslance Rakouska akreditovaných v Česku resp. Československu od roku 1919.

## Šéfové diplopmatického sboru
| Datum jmenování / akreditace | jméno                     | poznámky                                           | jmenovací vláda                             | příjemce akreditace                 | opuštění úřadu |
| ---------------------------- | ------------------------- | -------------------------------------------------- | ------------------------------------------- | ----------------------------------- | -------------- |
| leden 1919 / 11. dubna 1922  | Ferdinand Marek           | 1919–1922 chargé d'affaires, od roku 1922 vyslanec | Rakouská první republika                    | Tomáš Garrigue Masaryk Edvard Beneš | 1938/1945      |
|                              |                           |                                                    |                                             |                                     |                |
| 1947                         | Adrian Rotter             | vyslanec v Československu                          | Figlova vláda I                             | Edvard Beneš                        | 1948           |
| 1948                         | Rudolf Seemann            | vyslanec                                           | Figlova vláda I a II                        | Klement Gottwald                    | 1950           |
| 1950                         | Meinrad Falser            | vyslanec                                           | Figlova vláda III a Raabova vláda I         | Klement Gottwald Antonín Zápotocký  | 1956           |
| 1956                         | Paul Wilhelm-Heininger    | vyslanec                                           | Raabova vláda II                            | Antonín Zápotocký Antonín Novotný   | 1958           |
| 1958                         | Rudolf Ender              | vyslanec                                           | Raabova vláda II a III                      | Antonín Novotný                     | 1960           |
| 1960                         | Heinrich Calice           | vyslanec                                           | Raabova vláda IV – Klausova vláda II        | Antonín Novotný                     | 1967           |
| 1967                         | Rudolf Kirchschläger      | vyslanec                                           | Klausova vláda II                           | Antonín Novotný Ludvík Svoboda      | 1970           |
| 1970                         | Georg Schlumberger        | vyslanec, od roku 1974 velvyslanec                 | Kreiského vláda I a II                      | Ludvík Svoboda                      | 1974           |
| 1975                         | Johann Pasch              | velvyslanec                                        | Kreiského vláda III                         | Gustáv Husák                        | 1979           |
| 1979                         | Heinz Weinberger          | velvyslanec                                        | Kreiského vláda IV                          | Gustáv Husák                        | 1983           |
| 1983                         | Paul Ullmann              | velvyslanec                                        | Sinowatzova vláda a Vranitzkého vláda I     | Gustáv Husák                        | 1987           |
| 1987                         | Karl Peterlik             | poslední rakouský velvyslanec v Československu     | Vranitzkého vláda II a III                  | Gustáv Husák Václav Havel           | 1993           |
| 1993                         | Peter Niesner             | první rakouský velvyslanec v Česku                 | Vranitzkého vláda III – vláda Viktora Klimy | Václav Havel                        | 1999           |
| 1999                         | Klas Daublebsky           | velvyslanec                                        | Klimova vláda a druhá Schüsselova vláda     | Václav Havel Václav Klaus           | 2005           |
| 2005                         | Margot Klestil-Löffler    | velvyslankyně                                      | Schüsselova vláda II – Faymannova vláda I   | Václav Klaus                        | 2009           |
| 2010                         | Ferdinand Trauttmansdorff | velvyslanec                                        | Faymannova vláda I a II                     | Václav Klaus Miloš Zeman            | Prosinec 2015  |
| Únor 2016                    | Alexander Grubmayr        | velvyslanec                                        | Faymannova vláda II                         | Miloš Zeman                         |                |
| 2020                         | Bettina Kirnbauer         | velvyslankyně                                      |                                             | Miloš Zeman                         |                |